# 城際直通車

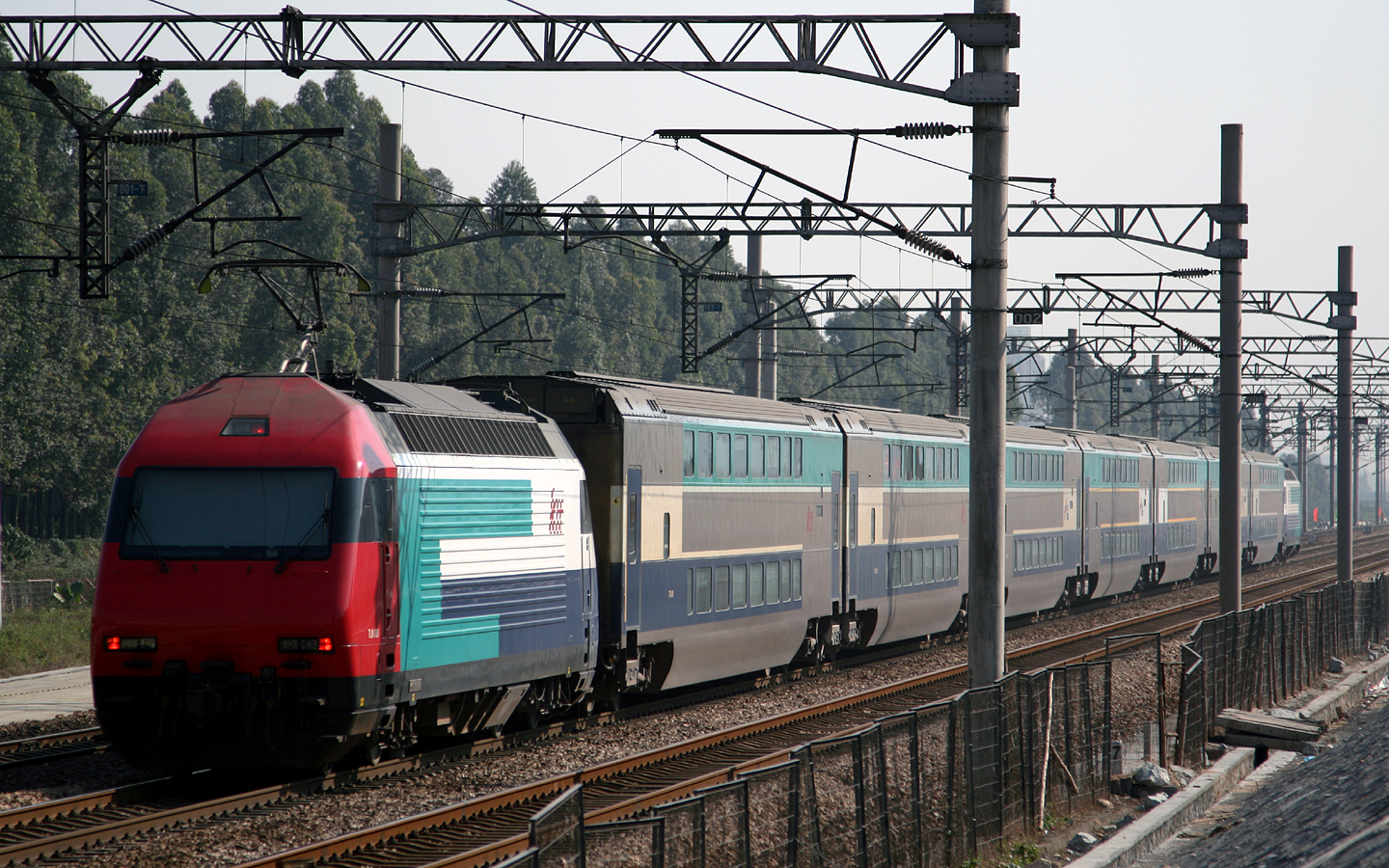
「Ktt九廣通」直通車

城際直通車（じょうさいちょくつうしゃ）は、かつて香港と中国大陸とを結んでいた都市間列車。毎日広州（広州東駅）から香港の香港紅磡駅までを9往復、隔日で北京と上海までのそれぞれを結んでいた。香港鉄路（元九広鉄路）、広深鉄路、上海鉄路局と北京鉄路局によって運行されていた。
「城際」の英語名はインターシティ（Intercity）で、都市間高速列車を意味する。
2024年7月31日、広深港高速鉄道の開業により、広州、上海、北京いずれの都市へも高速鉄道でアクセス可能になったことから、代替となる高速列車が新設され、在来線の城際直通車は廃止された。駅構内にあった出入境設備も同日をもって廃止された。

## 参考リンク
1. ↑  香港直通列車
2. ↑  香港鐵路（港鐵）城際直通車